# 시어도어 밀러 에디슨
시어도어 밀러 에디슨(Theodore Miller Edison, 1898년 7월 10일 ~ 1992년 11월 24일)은 미국의 사업가, 발명가, 환경 운동가였다. 그는 발명가 토머스 에디슨의 넷째 아들이자 막내이며, 캘리브론 인더스트리(Calibron Industries, Inc.)의 설립자이다. 그는 에디슨과 그의 두 번째 부인 미나 밀러 사이의 세 번째 자녀였다.

## 생애
그는 1898년 7월 10일, 웨스트오렌지 (뉴저지주)의 르웰린 파크에 있는 에디슨의 집 글렌몬트에서 태어났다. 그는 해버퍼드 (펜실베이니아주)의 더 해버퍼드 스쿨에 다녔고, 나중에 몬트클레어 (뉴저지주)의 몽클레어 아카데미를 1916년에 졸업했다. 시어도어는 매사추세츠 공과대학교에서 교육을 마쳤다. 그는 1923년에 물리학 학위를 받았고, 1년간 더 머물며 대학원 연구를 계속했다.
1925년, 그는 바사 칼리지를 졸업한 안나 마리아(앤) 오스터하우트와 결혼했다.
졸업 후, 시어도어는 아버지의 회사인 토머스 A. 에디슨 주식회사에서 연구소 조수로 일하기 시작했다. 그는 나중에 자신의 회사인 캘리브론 인더스트리(Calibron Industries, Inc.)를 설립하고 웨스트오렌지에 자신만의 작은 연구소를 지었다. 그는 경력 동안 80개 이상의 특허를 획득했다.
말년에는 열렬한 환경 운동가가 되어 플로리다주 남서부의 코르크스크류 스왐프 생츄어리와 메인주의 모네이건 섬 보존에 기여했다. 그는 또한 베트남 전쟁의 반대자였으며 인구 증가 제로를 옹호했다. 그는 웨스트오렌지 (뉴저지주)에 살았으며 1992년 11월 24일 파킨슨병으로 사망했다.